# 兀剌海路
兀剌海路，元朝时设置的路，属于甘肃行省。
兀剌海山就是蒙古语黑山的音译，西夏在此建立黑山威福军，蒙古帝国攻西夏，多次经过该城。1209年，成吉思汗由黑水城北兀剌海西关口入河西，获西夏将高令公，克兀剌海城。兀剌海路的治所在今河套北狼山隘口附近城址（内蒙古自治区乌拉特中旗新忽热古城），辖境包括今内蒙古自治区阴山巴彦淖尔市等地。